# کارلوس سوتو
کارلوس سوتو (انگلیسی: Carlos Soto؛ زادهٔ ۲۰ ژانویهٔ ۱۹۸۴) بازیکن فوتبال اهل آرژانتین است.
از باشگاه‌هایی که در آن بازی کرده‌است می‌توان به باشگاه فوتبال ولز سارسفیلد اشاره کرد.